# Aldino Muianga
Aldino Muianga, né à Lourenço Marques le 1er mai 1950, est un écrivain et médecin mozambicain .
Il étudia la chirurgie et est le coordinateur national du Travail communautaire mozambicain.

## Prix
- Prémio Literário TDM, 2001
- Prémio Literário Da Vinci, 2003
- Prix José Craveirinha de littérature, 2009[2].

## Œuvres
- Xitala Mati, (1987)[3]
- Magustana, (1992)
- A Noiva de Kebera, (1999);
- Rosa Xintimana, (2001); (Prémio Literário TDM)
- O Domador de Burros, (2003); (Prémio Literário Da Vinci)
- Meledina ou história de uma prostituta,(2004)
- A Metamorfose, (2005)
- Contos Rústicos, (2007)
- Contravenção - uma história de amor em tempo de guerra, (2008), Prémio José Craveirinha de Literatura